# 前江省
前江省（越南语：／）是原越南湄公河三角洲的一個省，省莅美湫市。

## 地理
前江省北接隆安省，南接檳椥省和永隆省，西接同塔省，东北接胡志明市，东南临南中国海。因前江流经此地而得名。

## 历史
1976年2月，越南设立前江省，下辖美湫市、鹅贡市社、丐𦨭县、该礼县、週城縣、𢄂𥺊县、鹅贡县1市1市社5县，省莅美湫市。
1977年3月26日，鹅贡市社改制为鹅贡市镇，并入鹅贡县。
1979年4月13日，鹅贡县分设为鹅贡东县和鹅贡西县。
1987年2月16日，鹅贡东县和鹅贡西县析置鹅贡市社。
1994年7月11日，该礼县和週城縣析置新福县。
2005年10月7日，美湫市被评定为二级城市。
2008年1月21日，鹅贡东县2社和鹅贡西县部分区域划归鹅贡市社管辖；鹅贡西县和鹅贡东县析置新富东县。
2009年6月29日，週城縣和𢄂𥺊县部分区域划归美湫市管辖。
2013年12月26日，该礼县析置该礼市社。
2016年2月5日，美湫市被评定为一级城市。
2024年3月19日，越南国会常务委员会通过决议，自2024年5月1日起，鹅贡市社改制为鹅贡市。
2025年7月1日併入同塔省走入歷史。

## 行政區劃
前江省下辖2市1市社8县，省莅美湫市。
- 美湫市（Thành phố Mỹ Tho）
- 鵝貢市（Thành phố Gò Công）
- 該禮市社（Thị xã Cai Lậy）
- 丐𦨭縣（Huyện Cái Bè）
- 該禮縣（Huyện Cai Lậy）
- 週城縣（Huyện Châu Thành）
- 𢄂𥺊縣（Huyện Chợ Gạo）
- 鵝貢東縣（Huyện Gò Công Đông）
- 鵝貢西縣（Huyện Gò Công Tây）
- 新富东县（Huyện Tân Phú Đông）
- 新福縣（Huyện Tân Phước）

## 外部連結
- 前江省电子信息门户网站 （页面存档备份，存于）（越南文）